# Vysokorychlostní trať Drážďany–Praha
Vysokorychlostní trať Drážďany–Praha je plánovaná novostavba trati Drážďany–Ústí nad Labem a její prodloužení do Prahy. Úsek Drážďany-Ústí nad Labem je určen pro smíšenou přeshraniční železniční dopravu mezi Německem a Českem.
Jízdní doby mezi Drážďany a Prahou by se v osobní dopravě měly zkrátit z dosavadních 2:15 h na 1:00 h, včetně zastávky v Ústí nad Labem. Délka trasy se zkrátí přibližně o 50 km – z dosavadních 200 km na 150 km.

## Současný stav
Současná trať vedená labským údolím je zatížená 200–280 vlaky denně. Dle předpokladů Spolkové země Sasko bude ve střednědobém časovém horizontu její kapacita vyčerpaná. Spolková vláda ale tento předpoklad nesdílí.
Zpráva pro Evropskou komisi z roku 2012 nepředpokládala kromě uvažovaného přesunu z letecké dopravy žádné pozitivní poměr přínosů a nákladů. Bylo doporučeno provedení dalších studií.
Komise ve své zprávě zveřejněné koncem roku 2014 očekávala v úseku Drážďany – státní hranice zvýšení objemu nákladní dopravy mezi roky 2010 a 2030 o 80 % a současně „velmi omezený“ nárůst osobní dopravy. Zmíněný úsek se má s vysokou pravděpodobností stát úzkým hrdlem trasy transevropského koridoru.
Jelikož současnou trať není možné vůbec rozšiřovat (případně jen ve velmi omezené míře), měla by vzniknout zcela nová trať mezi Drážďany a Ústím nad Labem, na níž by mělo navázat prodloužení až do Prahy.

## Dresden–Ústí nad Labem

### Zakotvení v evropských a národních plánech rozvoje
Tak jako dosavadní trať podél Labe je součástí transevropské sítě železničních koridorů, stala by se jí i trať nová, a to jako součást v roce 2013 definovaného koridoru Orient/East-Med a tím jako pevná součást systému evropských koridorů. Svobodný stát Sasko v roce 2013 oznámil zařazení této stavby do spolkového plánu výstavby dopravních cest (Bundesverkehrswegeplan) pro rok 2015 a stavba je také součástí zemského dopravního plánu Saska 2025, který mezitím vstoupil v platnost.

### Studie, předpokládané náklady a perspektivy realizace
V roce 1994 byla jednou projekční kanceláří a Technickou univerzitou v Drážďanech vyhotovena studie proveditelnosti výstavby nové trati a rekonstrukce stávající trati mezi Saskem a Prahou. Od roku 2007 saské ministerstvo pro hospodářství, práci a dopravu předkládá další studie proveditelnosti vyhotovené podle vlastních podkladů.
Trať má být navržena pro osobní i nákladní dopravu s parametry vysokorychlostní trati. Měla by zvýšit kapacitu uvedeného spojení pro nákladní dopravu a snížit zatížení hlukem a znečištění ovzduší v labském údolí. Dosavadní trať nemůže být z důvodů geografických podmínek a ochrany životního prostředí rekonstruována do požadovaných parametrů.
Maximální podélný sklon má dosáhnout 12,5 promile.
Analýza nákladů a přínosů spolkového ministerstva pro dopravu, stavebnictví a rozvoj měst z roku 2010 stanovuje koeficient nákladovosti 1,3.
V roce 2010 nechal vypracovat krajský úřad Ústí nad Labem u firmy CityPlan, s.r.o., Praha vypracovat studii variant průchodu vysokorychlostní trati územím kraje. Jako přínosnější pro kraj se ukázala varianta procházející městem s nádražím v místě dnešní žst. Ústí nad Labem západ.
V letech 2011 a 2012 byla na objednávku Svobodného státu Sasko prověřována proveditelnost z technického hlediska.
Jednalo se o prozkoumání variant trasování, zvážení kapacity, analýzy potenciálu a problematiku hlukové ochrany.
V roce 2012 byly prověřeny 4 varianty, přičemž varianta 1 obsahovala dvě dílčí varianty se stejným trasováním, ale odlišnými sklony. K dalšímu sledování byly doporučeny varianty 1.1, 1.2 a 2. Varianty 3 a 4 vykazovaly proti předchozím variantám mnohé nevýhody, zejména ve vztahu k životnímu prostředí a k maximální délce tunelů. Proti předchozím vyčíslením nákladů se podle údajů saského ministerstva hospodářství, práce a dopravy předpokládaly celkové investiční náklady předložených variant ve výši cca 2 miliard Euro.
Od roku 2012 upřednostňovaná, cca 35 km dlouhá nová trať by se měla oddělit od současné trati východně od Heidenau, projít dvěma menšími tunely a u Bahretalu vstoupit do cca 20 km dlouhého tunelu. V oblasti mezi obcemi Breitenau a Oelsen by měla trať podcházet českou hranici. Severozápadně od Ústí nad Labem by se měla napojit na trať Ústí nad Labem–Chomutov. Geologicky nestabilním oblastem by se měla trasa vyhnout nebo je podejít. Celková vzdálenost stanic Dresden Hauptbahnhof a Ústí nad Labem se zkrátí na cca 60 km, z toho připadne cca 35 km na novostavbu, cca 13 km na navazující úsek u Drážďan a cca 11 km na navazující úsek u Ústí nad Labem. Celková vzdálenost se tak zkrátí o 25 km oproti dosavadní trati.
Počátkem června 2014 byla představena Strategická koncepce Koleje pro Sasko s výhledem do roku 2020. V ní se píše: „Česká republika a Svobodný stát Sasko usilují o to, aby byl úsek Heidenau – Ústí nad Labem realizován jako nová trať skrz Krušné hory.“ Vzhledem k nákladným plánovacím a schvalovacím procesům je možné očekávat realizaci „výhledově nejdříve po roce 2030“. Rozšíření a zrychlení dosavadní trati není dle informací z drah kvůli četným obloukům a značnému hluku možné. Podle tiskové zprávy předcházely zařazení nové trati do „strategické koncepce“ asi dva roky sporů DB se svobodným státem.
Sasko počátkem roku 2015 prosadilo založení německo-české projektové společnosti v tomtéž roce. Na jednání s Angelou Merkelovou, které se uskutečnilo 4. května 2015 v Berlíně, požadoval předseda vlády Bohuslav Sobotka zintenzivnění prací na tomto spojení. Žádného příslibu se ale nedočkal.
Na setkání Bohuslava Sobotky s předsedou Spolkové rady SRN a ministerským předsedou spolkové země Sasko Stanisławem Tilichem v Praze 24. února 2016 vyjádřily obě strany vůli spolupracovat v oblasti dopravní infrastruktury, přičemž klíčovým projektem je právě spojení Drážďan s Prahou.
V pátek 29. dubna 2016 bylo v Ústí nad Labem na Větruši založeno Evropské seskupení pro územní spolupráci v rámci vybudování vysokorychlostní trati Praha – Drážďany.
„Ze čtyř železničních přejezdů mezi Německem a Českem, využívaných pro nákladní dopravu, nám při zpracování parametrů možného jízdního řádu vyšel přejezd mezi Bad Schandau a Hřenskem jednoznačně nejvíce využívaný. Mezi všemi německými přejezdy navíc, což nás samotné překvapilo, skončil na druhém místě, před spojením s Rakouskem a Holandskem,“ uvedl vedoucí rozvoje infrastruktury Deutsche Bahn pro region jihovýchod Stefan Gräfe 3. května 2017 na setkání českých, německých a polských hospodářských a průmyslových komor v Ústí nad Labem. To zvyšuje naději, že spolková vláda přeřadí tento projekt z potenciálních do aktuálně potřebných.
Dne 22. května 2017 schválila vláda ČR koncepci výstavby vysokorychlostní železniční sítě obsažené v dokumentu Program rozvoje Rychlých železničních spojení v ČR. Materiál stanoví další postup při přípravě jednotlivých ramen vysokorychlostních tratí, odhaduje jejich finanční náklady a popisuje efekty plynoucí z různých řešení vysokorychlostní železnice.

#### Studie proveditelnosti
Evropská komise podpořila vyhotovení studie proveditelnosti vysokorychlostní trati mezi Drážďanami a Prahou částkou 600 000 euro z prostředků na rozvoj transevropských dopravních koridorů.
Dalších 1,26 milionu euro zaplatí Sasko a Česká republika.
Práce započaly v létě 2014. Zpracování projektu saské části bylo na základě výběrového řízení zadáno projekční kanceláři Krebs und Kiefer.
Trasa stanovená v roce 2012 byla optimalizována a na české straně byly připojeny varianty vedení trasy na Prahu. Pro novou trať se v úseku Heidenau – Ústí nad Labem předpokládá trasování pro maximální rychlost 230 km/h, maximální rychlost vlaků osobní dopravy 200 km/h a 120 km/h pro vlaky nákladní dopravy. Trať má být zařazena do třídy D4 a vybavena ETCS Level 2. V tunelech se nepředpokládají žádné kolejové spojky ani předjízdné koleje.
V polovině ledna 2016 byly představeny výsledky studie kanceláře "Krebs und Kiefer" vzniklé ve spolupráci českého a saského ministerstva dopravy. Na prvních dvanácti kilometrech od drážďanského hlavního nádraží bude využitá stávající trať upravená pro rychlost 200 km/h. Na ni naváže v Heidenau 32 km dlouhá novostavba do Ústí nad Labem. Na začátku bude procházet „tunely Heidenau“ – dvakrát dvě kilometrové tunelové roury podejdou barokní zahradu Großsedlitz. Údolí říčky Seidewitz přejde trať po mostě. Po zhruba dvoukilometrovém povrchovém úseku, který bude zahrnovat i předjízdné koleje, bude následovat úpatní tunel.
Oproti studii z roku 2012 vedlo nyní zohlednění geologických a hydrologických poměrů k prodloužení úpatního tunelu. V současnosti 26,53 km dlouhý tunel pod Krušnými horami dosahuje délky 15,10 km na české straně a 11,43 km na německé.
Na tento úsek má navazovat nová vysokorychlostní trať do Prahy s maximální rychlostí 350 km/h, výlučně pro osobní dopravu; nákladní doprava má být vedena po stávající trati.
Jízdní doba mezi Drážďanami a Prahou tak bude zkrácena ze současných 135 na cca 50 minut, z Drážďan do Ústí na necelých 25 minut, jak vyplývá i z podrobné studie DB Netz publikované v listopadu 2015. Hrubé odhady celkových nákladů dosahují výše 5 miliard euro, z toho 1,3 miliardy na německý úsek. Podle jiných zpráv se jedná o 5 miliard pouze na české straně a k tomu 1,3 miliardy na německé. Není zatím jisté, jestli se tento projekt dostal do dopravní koncepce Bundesverkehrswegeplan 2015, která byla očekávána o Velikonocích 2016.
Zprovoznění se nepředpokládá před rokem 2035.

## Ústí nad Labem–Praha
Úvahy na české straně (rok 2012) předpokládají novostavbu vysokorychlostní trati pro rychlost až 350 km/h mezi Ústím nad Labem a Prahou. Z největší části má být tato trať vedena východně od Labe, resp. Vltavy. Největší inženýrskou stavbou by měl být 16 km dlouhý tunel pod Českým středohořím. Doprava v severo-jižním směru bude procházet železničním uzlem Ústí nad Labem ve směru východ-západ, nejvýznamnějším nádražím se tak stane dosavadní železniční stanice Ústí nad Labem západ. V roce 2019 padl první definitivní výsledek studie proveditelnosti. Podle ní má v Ústí nad Labem vzniknout nové centrální nádraží, kterým rychlotrať povede.

### Odbočka Kralupy na Vltavou – Louny – Most
Studie proveditelnosti prověřuje novou rychlotrať do Mostu, jako odbočku z rychlotrati do Drážďan.

## Alternativy
V 90. letech 20. století a v roce 2006, kdy se uvažovalo o výstavbě magnetické rychlodráhy Berlín–Hamburk, se objevily i úvahy o jejím prodloužení do Drážďan, Prahy a Vídně. Jízdní doba z Berlína do Prahy by se tak zkrátila ze současných 4.50 h na 1.40 h. S definitivním zastavením projektu Transrapid padly i tyto úvahy.